# 托爾馬切夫高原
52°38′N 157°35′E / 52.63°N 157.58°E
托爾馬切夫高原（俄语：Толмачёв Дол），是俄羅斯的高原，位於該國東部堪察加半島南部，處於奧帕拉火山東北面，海拔高度1,021米，最近一次火山噴發在300年發生。